# Emir Terzi
Muhammed Emir Terzi (* 20. Januar 2001 in Krefeld) ist ein deutsch-türkischer Fußballspieler. Seit 2023 steht er beim türkischen Klub Menemen FK unter Vertrag.

## Sportlicher Werdegang
Terzi spielte in der Jugend beim SC Bayer 05 Uerdingen, ehe er 2014 in den Nachwuchsbereich von Borussia Dortmund wechselte. Dort durchlief der Abwehrspieler die einzelnen Jugendmannschaften und trat für die Westfalen in der B-Junioren-Bundesliga an. In der Spielzeit 2017/18 holte er mit dem Klub durch einen 3:2-Finalsieg über den FC Bayern München den Meistertitel. Anschließend rückte er in die in der A-Junioren-Bundesliga antretende Mannschaft auf. In der Spielzeit 2018/19 erreichte er auch hier das Finalspiel, durch einen 5:3-Erfolg nach 1:3-Zwischenstand gegen den VfB Stuttgart gehörte er auch hier zur Meistermannschaft. Auch in der folgenden Saison gehörte er zu dem Stammkräften, diese wurde jedoch wegen der Auswirkungen der COVID-19-Pandemie in Deutschland vorzeitig abgebrochen. Anschließend ging er zu Leixões SC nach Portugal, kam dort aber nicht im Erwachsenenbereich zum Einsatz.
Im Januar 2021 wechselte Terzi zu den Sportfreunden Lotte in die viertklassige Regionalliga West. Hier wurde er teilweise im Mittelfeld eingesetzt schnell Stammspieler und schaffte mit der Mannschaft am Ende der Spielzeit 2020/21 als Tabellen-15. nicht nur den Klassenerhalt, sondern erreichte auch das Endspiel um den Westfalenpokal 2020/21 gegen Preußen Münster. Per Strafstoß erzielte der Münsteraner Gerrit Wegkamp den spielentscheidenden Treffer zum 1:0. In der Spielzeit 2021/22 kam er in 33 Ligaspielen zum Einsatz und verzeichnete dabei sieben Torbeteiligungen, der Klub gehörte jedoch zu den fünf Absteigern, um das Teilnehmerfeld von 20 auf 18 zu reduzieren.
Nachdem Terzis Vertrag ausgelaufen war, ging er im Sommer 2022 zum niederländischen Zweitligisten Helmond Sport, bei dem er einen Ein-Jahres-Vertrag mit Verlängerungsoption unterzeichnete. Er kam jedoch bei seiner ersten Auslandsstation kaum über die Rolle eines Ergänzungsspielers hinaus – nur in einem seiner 14 Meisterschaftsspieleinsätze stand er in der Startformation. Daher zog er nach einer Spielzeit in die Türkei weiter, wo er beim Drittligisten Menemen FK einen neuen Arbeitgeber fand. Als Tabellenfünfter seiner Staffel erreichte er mit dem Klub am Ende der Spielzeit 2023/24 die Aufstiegs-Play-Offs, scheiterte dort aber nach Verlängerung an 24 Erzincanspor direkt in der ersten Runde.